# Na inat
Na inat – singel bułgarskiej piosenkarki Poli Genowej napisany przez nią samą we współpracy z Sebastianem Armanem, Borisem Milanowem i Davidem Bronnerem oraz wydany w 2011 roku.
W 2011 roku utwór reprezentował Bułgarię podczas 56. Konkursu Piosenki Eurowizji dzięki wygraniu pod koniec lutego finału krajowych eliminacji EuroBGvision, w których zdobył maksymalną liczbę 24 punktów w głosowaniu jurorów i telewidzów. 12 maja został zaprezentowany przez piosenkarkę jako dziesiąty w kolejności podczas drugiego półfinału konkursu i zajął ostatecznie 12. miejsce z 48 punktami na koncie, przez co nie zakwalifikował się do finału.